# Iglesia de San Pedro Apóstol (Huelva)
La Santa Iglesia Parroquial Mayor y Más Antigua del Apóstol San Pedro es un templo católico situado en la ciudad española de Huelva, siendo la parroquia más antigua de la ciudad y sede arciprestal hasta la creación de la diócesis de Huelva por bula papal (Laetamur Vehementer) de Pío XII el 22 de octubre de 1953. Está declarada Bien de Interés Cultural, con categoría de Monumento.

## Historia
Asentada sobre los restos de una mezquita árabe (y dentro de una alcazaba, junto al desaparecido Castillo de Huelva), se trata de un edificio de estilo mudéjar que es considerado la iglesia más antigua de la ciudad. Situada sobre el cabezo de mismo nombre, la blancura de su revestimiento exterior es característica de los edificios onubenses. Por el contrario, su torre-campanario rosada, que se recorta en el cielo desde la plaza también del mismo nombre, es una de las imágenes más típicas de la ciudad.
Ha resistido a diferentes incidentes como el derrumbe de su campanario y el desprendimiento de una de las campanas sobre la cúpula tras un temporal el 26 de octubre de 1722 o el terremoto de Lisboa de 1755, tras el cual resultó seriamente dañada y tuvo que ser parcialmente reconstruida. En 1758 un nuevo desprendimiento en el testero mayor volvió a causar serios daños.
A principios del siglo XXI se efectuó una restauración que se centró en la limpieza y refuerzo de las bóvedas y la eliminación de elementos añadidos en las fachadas sureste y noroeste.

## Interior
La planta y el alzado del templo corresponden al estilo mudéjar sevillano de los siglos XIV y XV. Tiene tres naves separadas por dos arcadas y ábside facetado. Cada arquería se compone de cinco arcos apuntados que se sostienen sobre pilares cuadrangulares con resaltos. La nave central, más elevada que las laterales, se cubre con un alfarje mudéjar en forma de artesa con tirantes. Las naves laterales tienen techumbre de colgadizo.

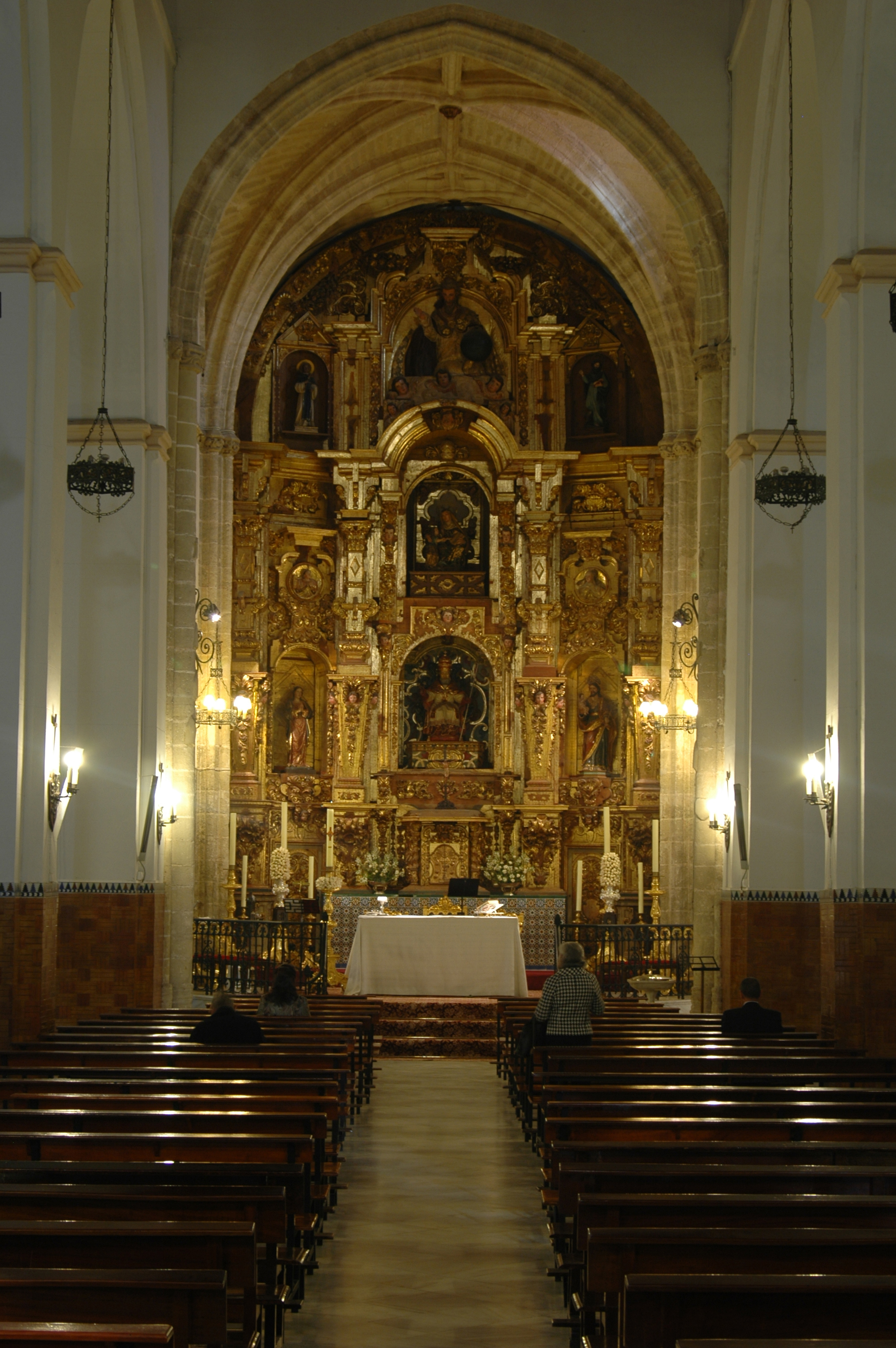
Capilla mayor, con el retablo del

### Capilla Mayor
Se abre a la nave principal a través de un arco triunfal apuntado, de sección mixtilínea, que por sus extremos apea sobre dos columnas cilíndricas con baquetones y escudos heráldicos. Consta de dos tramos, uno rectangular y otro facetado. Ambos se cubren con bóvedas sexpartitas de nervaduras góticas y espinazo a la burgalesa. Esta bóveda de piedra es la única excepción a la fábrica general del templo, de ladrillo.
El retablo mayor es una obra barroca de madera dorada y policromada realizada por Antonio José de Carvajal en 1722. En 1758 fue restaurado y dorado por José Fernández del Hierro, gracias a la intervención del vicario eclesiástico Antonio Jacobo del Barco. La última restauración fue realizada en 2004 por Juan Aguilar. Es una obra de gran formato compuesta por tres cuerpos y tres calles delimitadas por estípites, la central más ancha que las laterales. Su decoración consta principalmente de querubines, guirnaldas de flores y frutos, veneras, rombos y capiteles compuestos.
La hornacina central del primer cuerpo alberga la imagen de San Pedro papa entronizado, talla barroca del siglo XVIII que procede del Convento de las Concepcionistas de Villamartín. Lo escoltan una Inmaculada del siglo XVI, obra anónima sevillana, y un San José de escuela genovesa de hacia 1800. El segundo cuerpo acoge en su calle central el grupo de la Virgen Niña con Santa Ana, del siglo XVIII, escoltado por tondos con relieves de Santa Bárbara y Santa Teresa de Jesús. Remata el ático un rompimiento de gloria con la imagen del Padre Eterno. El pequeño crucificado que se encuentra sobre el tabernáculo es obra del círculo de Juan de Astorga.
Los muros se adornan con altos zócalos de cerámica. Los paños del lado del Evangelio son del siglo XVI, mientras que los del lado de la epístola se adornan con azulejos modernos colocados al cegarse en 1925 la puerta que comunicaba con la antigua sacristía.

### Coro
Su ubicación actual es a los pies de la nave central, adonde fue trasladado en 1927. Anteriormente estaba situado a la usanza hispánica, en el centro de la nave. La sillería fue realizada en Sevilla en 1737. Fue ampliada y restaurada tras la destrucción de la parroquia en la Guerra Civil de 1936.
Sobre la sillería se abre una hornacina que acoge la escultura de la Virgen Madre, de madera tallada y policromada, que fue traída hasta la parroquia desde Fuentes de León para paliar la pérdida de su patrimonio en 1936. Obra del siglo XVI, fue restaurada por Enrique Gómez del Castillo en 1942, una intervención en la que se le añadió la imagen del Niño.

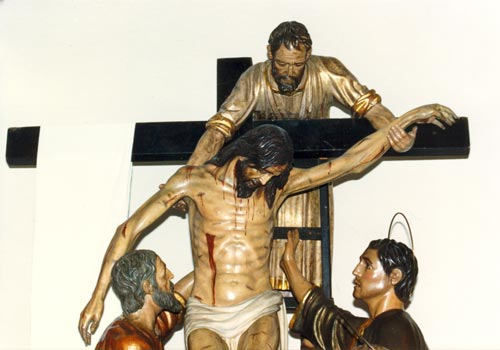
Misterio de la Hermandad del Descendimiento, de Antonio León Ortega

### Nave del Evangelio
En su cabecera se abre la Capilla Sacramental, de principios del siglo XV. Se cubre con bóveda ochavada sobre cuatro trompas de aristas. Los muros se cubren con un zócalo cerámico de Ramos Rejano con alegorías eucarísticas.
El retablo, que procede de la ermita de San Sebastián de Bonares, data de la primera mitad del siglo XVIII. Consta de un único cuerpo con tres calles rematado por un frontón semicircular donde aparece el escudo con las tres flechas alusivas al martirio de su antiguo titular. Su hornacina la ocupa una imagen del Sagrado Corazón de Jesús tallada por Joaquín Gómez del Castillo en 1939. El sagrario, de plata, fue realizado por Hijos de Ortega en 1918, mientras que el comulgatorio de madera de nogal es una obra de Miguel Hierro Barreda de 1937.
En la pared hay una lápida conmemorativa que recuerda la fundación en la parroquia de la Obra Pía de los Sagrarios-Calvarios por el arcipreste de la ciudad, San Manuel González García, el 4 de marzo de 1910.
El primer tramo de la nave alberga tres hornacinas en las que vemos las imágenes de la Virgen del Sagrado Corazón, obra de serie, de San Manuel González, realizada por Martín Lagares con motivo de su canonización, y una talla renacentista de Santa Lucía. A continuación se abre la Puerta de Tierra y junto a ella hay un lienzo de San Félix de Cantalicio, obra anónima del siglo XIX.

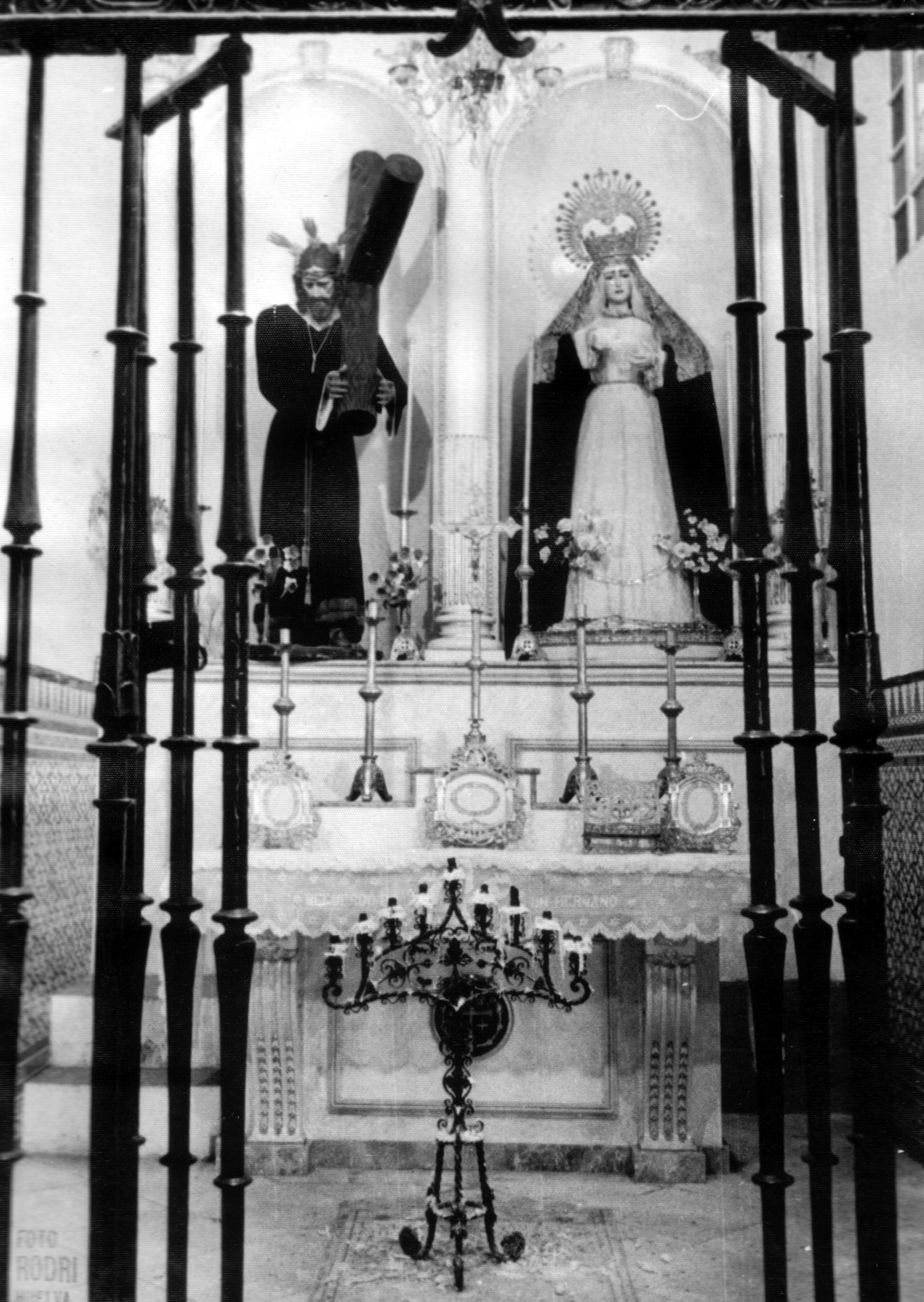
Capilla de la Inmaculada Concepción donde se encuentran los titulares de la Hermandad de Pasión

La de la Inmaculada Concepción es la única capilla lateral del templo. Es un recinto cubierto por bóveda ochavada sobre trompas de arista. Fue creada por Ginés Martín en 1583 como capilla funeraria. En el pavimento se conserva una lápida de mármol que hace constar este uso, datada en 1583. La pieza más notable de la capilla es una verja renacentista de hierro forjado, de 1585.
El recinto está ocupado en la actualidad por las imágenes titulares de la Hermandad Sacramental de Pasión. Nuestro Padre Jesús de la Pasión es un nazareno con la cruz a cuestas tallado por Antonio Infantes Reina en 1938. La Virgen del Refugio es una dolorosa de vestir cuya datación es complicada debido a las numerosas intervenciones a la que ha sido sometida. Fue adquirida por la Hermandad en 1941.
El retablo de la Virgen del Carmen fue recompuesto en 1940 a partir de piezas de los antiguos retablos destruidos en la Guerra Civil. Presenta una decoración barroca con guirnaldas de flores y frutas, angelitos querubines, pinjantes y estípites. La hornacina central la ocupa la imagen de la Virgen del Carmen, tallada por José Hierro Sousa y policromada por Joaquín Gómez del Castillo en 1937. El Niño Jesús que lleva en sus manos es de una antigua imagen del siglo XVIII. Las hornacinas de las calles laterales están ocupadas por imágenes de la Virgen del Pilar y Santa Lucía.
Un retablo cerámico acoge una copia de la Virgen del Rocío, Patrona de Almonte. La talla es de Joaquín Gómez del Castillo, donada por Arturo López Damas tras la Guerra Civil. El retablo fue realizado en 1921 por la fábrica de Manuel Rodríguez Pérez de Tudela, consistiendo en una donación de Fernando Pérez Sevillano.
La capilla de los pies fue construida en 1927. Actualmente está ocupada por las imágenes de la Hermandad de la Borriquita. El Señor de la Entrada Triunfal es obra de Antonio León Ortega, quien lo talló en 1946. El mismo escultor haría tres años después a la Virgen de los Ángeles, aunque su impronta actual se debe a la intervención de Elías Rodríguez Picón. De este último escultor son también las imágenes contemporáneas de San Juan, San Pedro y Santiago.

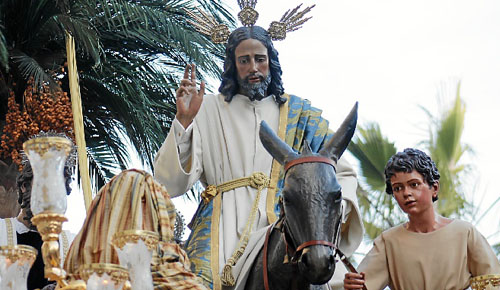
Jesús de la Entrada Triunfal en Jerusalén, titular de la Hermandad de la Borriquita

### Nave de la Epístola

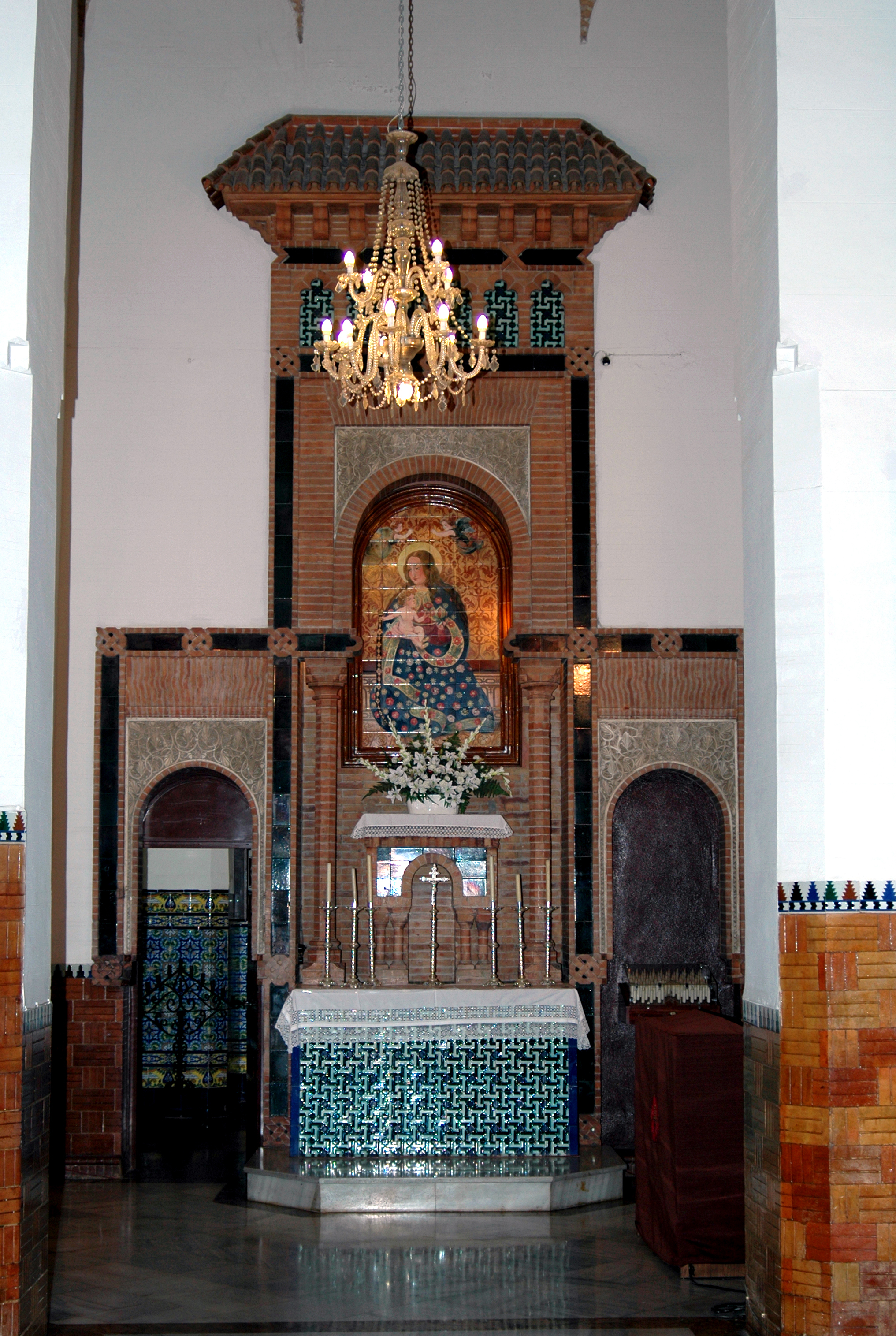
Retablo cerámico de la Virgen de la Cinta

En su cabecera se encuentra la Capilla de la Virgen de la Cinta, del siglo XV. Está comunicada con el presbiterio a través de dos arcos de medio punto, cuyos pilares de ladrillo presentan ornamentación de mocárabes en los capiteles. Cuenta con una cúpula de dieciséis paños en ladrillo visto que fue descubierta en una restauración de 1921. La preside un retablo neomudéjar de mampostería con un azulejo de la Virgen de la Cinta, patrona de la ciudad. En el muro lateral hay una pintura decimonónica de San Felipe Neri.
En el primer tramo de la nave se abren tres hornacinas parejas a las de la nave opuesta. La más cercana a la cabecera alberga una imagen policromada de San Rafael Arcángel, de principios del siglo XVIII. La central está ocupada por la imagen sedente de la Virgen de los Reyes, recompuesta por Antonio León Ortega a partir de los restos de la antigua Virgen de Gracia que fue destruida en 1936. La más cercana a la Puerta del Mar está ocupada por una imagen de San Sebastián del siglo XVI que recibió culto como patrón de la ciudad. En el segundo pilar de la nave se abre una pequeña hornacina que contiene la imagen de un Niño Jesús de plomo del siglo XVII. Es popularmente conocido como “El Porterito”.
Pasado el cancel encontramos un retablo neobarroco de 1960 que alberga la imagen de Jesús Cautivo. Realizada por Antonio Bidón en 1946, concita gran devoción en su besapiés del primer viernes de marzo. Completa en la nave una pintura del Nazareno, copia de Tiziano, cedida por la Diputación Provincial, y una hornacina con la imagen de María Santísima de la Resignación en sus Dolores, titular de la Hermandad del Descendimiento. Es una obra de Antonio León Ortega de 1951 reformada por Luis Álvarez Duarte.
La capilla de los pies fue construida en 1927 y alberga el grupo escultórico de esta última Hermandad. Lo componen las imágenes de Cristo siendo descendido de la cruz, los Santos Varones, San Juan Evangelista, la Virgen del Calvario y Santa María Magdalena. Antonio León Ortega los realizó entre 1951 y 1953. Son imágenes de talla completa, lo que supone una rareza en la imaginería de la Semana Santa de Huelva. Ocupan un sobrio retablo colocado tras la última reforma del templo, en 2004.

### Otras dependencias

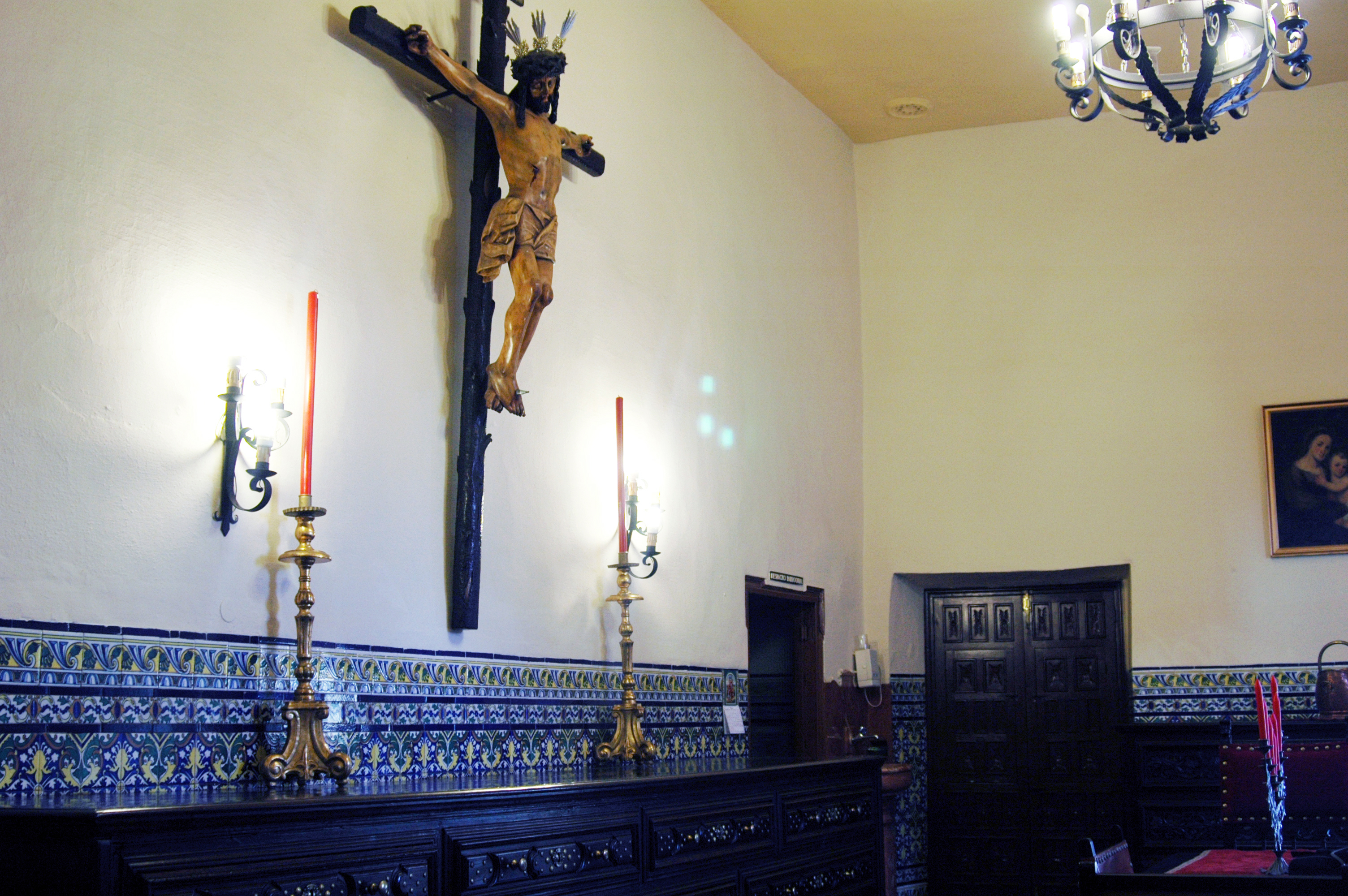
Cristo del Perdón de la sacristía, de principios del

La actual sacristía es de planta rectangular y data de 1632. Anexa a ella está la antigua sacristía, cubierta con bóveda vaida de ladrillo visto. Son de gran valor sus cajoneras, del siglo XVIII. También se encuentra en estos ámbitos el Crucificado del Perdón, imagen de hacia 1500 proveniente del Hospital de San Juan de Dios de Arcos de la Frontera. En el despacho parroquial se conserva la imagen de San Pedro del antiguo facistol del coro, de la segunda mitad del siglo XVI.
También cuenta este templo con una importante colección de orfebrería. Sus piezas más antiguas son del siglo XVII, como un copón o las varas de la extinta Hermandad de la Virgen de los Reyes. Del siglo XVIII es el sagrario para el monumento del Jueves Santo, labrado en Puebla de los Ángeles (México). En su puerta figura la alegoría del Cordero Místico. Del mismo siglo es un ostensorio de plata sobredorada así como la diadema de en forma de media luna de la imagen de San José.

## Exterior
El aspecto exterior del templo es un híbrido entre su condición mudéjar, original de elementos acoplados de la primigenia mezquita árabe y la reforma barroca a la que fue sometido tras el Terremoto de Lisboa. Adquiere todo su sentido histórico dicho edificio religioso y superpuesto entre ambas culturas, ya que la cimentación donde se erige la actual iglesia cristiana, es un sospechoso cerro del terreno recubierto de muros de ladrillo, (que se percibe como cierre del recinto del castillo), donde originariamente se perimetraba el trazado de muralla de la que fuera alcazaba de Huelva. (siendo muy común el resguardo de tales edificios a intramuros de la fortificación. La nave central, cubierta a dos aguas con tejas árabes, sobresalen de las naves laterales, cubiertas a una sola vertiente. En la fachada de la epístola se conserva una serie de arcos de medio punto entrecruzados de inspiración toledana.
La torre es de planta cuadrangular y se compone de un cuerpo inferior, con molduras barrocas que enmarcar un tragaluz circular y una lápida conmemorativa, y otro superior en el que se inserta el cuerpo de campanas. Se remata con un chapitel piramidal alicatado con azulejos blancos y azules. Su autor es Pedro de Silva, la diseño en 1770. las obras concluyeron en 1772.
Cuenta con tres puertas. La antigua puerta principal, situada a los pies del templo, recibe el nombre de Puerta del Sol y actualmente se encuentra cegada. Las portadas laterales, llamadas del Mar en la nave de la Epístola y de Tierra en la del Evangelio, fueron diseñadas por Antonio de Figueroa en 1791.
El porche que salva el desnivel entre la Puerta del Mar y la Plaza de San Pedro fue realizado entre 1876 y 1903, tras la demolición del contiguo cabezo del Molino de Viento.

## Arciprestes
- Manuel García Viejo: 1889-1905
- Manuel González García 1905-1916
- Miguel Muñoz Espinosa 1916-1919
- Julio Guzmán López 1919-1953